# Academia Musicae Pro Mundo Uno
Die Academia Musicae Pro Mundo Uno ist eine politisch und religiös nicht gebundene internationale Institution mit kultureller Zielsetzung (Associazione senza scopo di lucro). Ihr Sitz ist in Rom.

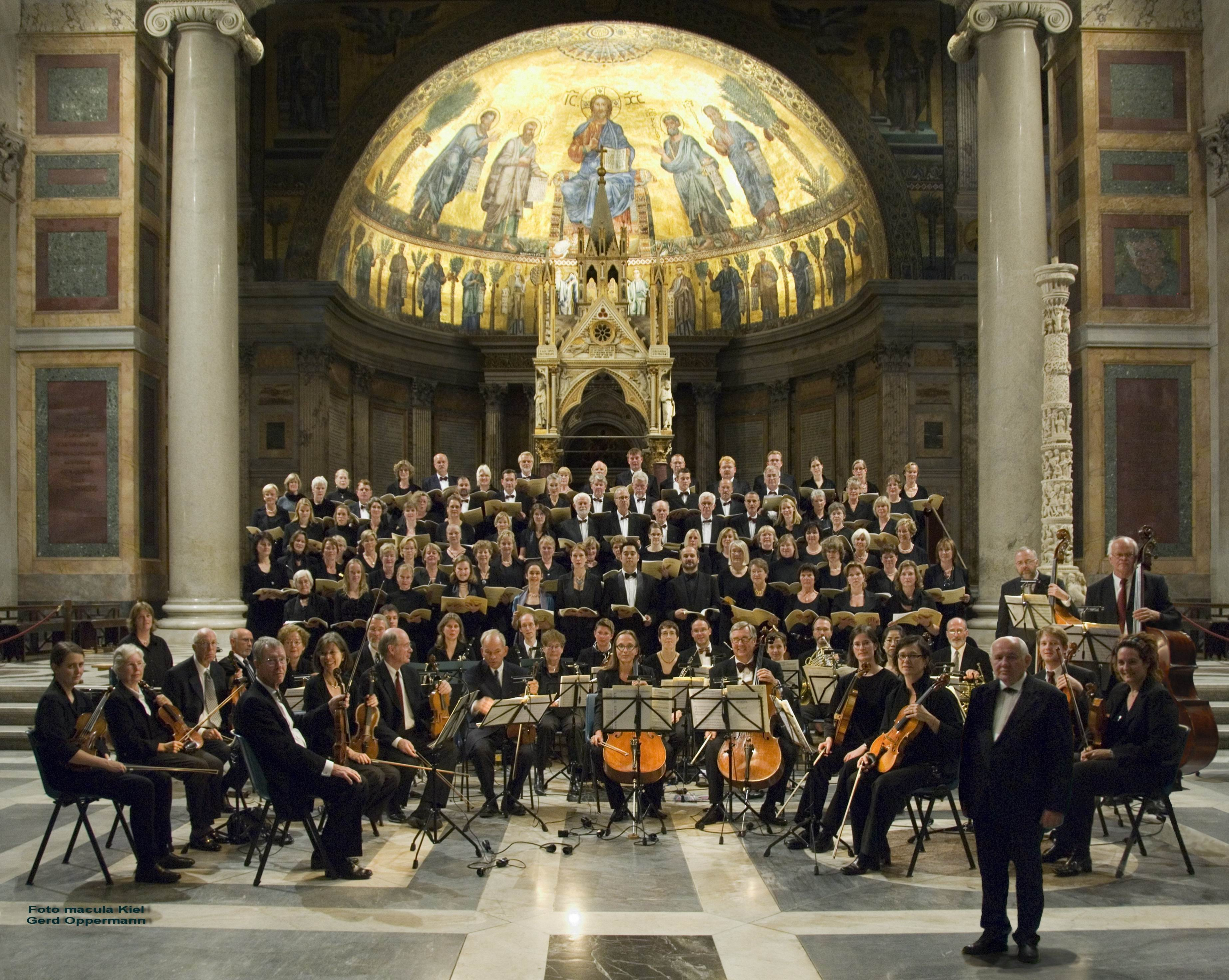
Chor und Orchester an St. Martin, Nortorf, beim Konzert am 17. Oktober 2006 in Sankt Paul vor den Mauern, Rom

## Ziele und Aufgaben
Die Akademie widmet sich der Musikpädagogik und Musikdidaktik (Musikerziehung nach Zoltán Kodály; Meisterkurse und Seminare; Förderung des Chorgesangs, der Chorliteratur und der Chöre selbst). Sie pflegt die Musikausübung durch die Organisation von Konzerten, Festspielen und ökumenischen Chortreffen.

## Geschichte

### Entstehung
Die Akademie wurde 1978 von Josef Juhar (Theologe und Musikexperte ungarischer Herkunft) in Rom gegründet.  Neben Josef Juhar zeichneten als Gründungsmitglieder u. a. Nino Albarosa, Nino Antonellini, József Molnár, Elsa Respighi, Nino Rota, Monika Ryba und Carlo Zecchi. Die Akademie nannte sich zunächst Accademia Musicale Ottorino Respighi (A.M.O.R.) (benannt nach dem italienischen Komponisten Ottorino Respighi), wurde dann aber 1996 umbenannt in Academia Musicae Pro Mundo Uno. Mit der Namensänderung wollte Juhar verdeutlichen, dass die Akademie sich nicht als rein musikorientierte Institution versteht, sondern ihr Ziel sieht in der Gesamtformung eines ausgeglichenen und harmonischen Menschen als Individuum und als Mitglied einer gut geordneten menschlichen Gesellschaft.
Der Gründung gingen drei kulturelle, mit der Musik eng verbundene Unternehmungen Juhars von internationaler Tragweite voraus:
- die Gründung des Vereins Internationaler Kreis der Freunde Roms (1960)
- die Gründung des CENTRUM INTERNATIONALIS PRO RENOVATIONE S. STEPHANI ROTUNDI, des Internationalen Zentrums für die Erneuerung von Santo Stefano Rotondo (1960). Der Idee einer zeitgemäßen Erneuerung des verlassenen, 1500-jährigen christlichen Zentralbaus auf dem römischen Monte Caelio im Geiste der Ökumene sicherte Juhar mit etwa zwanzig großen Konzerten in verschiedenen europäischen Städten (Rom, Bonn, Köln, Trier, Würzburg) in den Jahren 1962–1968 die Aufmerksamkeit einer weltweiten Öffentlichkeit. Juhars Bestrebungen unterstützten u. a. Musiker wie Antal Doráti, Rafael Kubelík oder Sándor Végh, Architekten wie Emil Steffan und Maria Schwarz, der Maler Max Rüedi, der Kunsthistoriker Eckart Peterich und nicht zuletzt die große deutsche Dichterin Gertrud von le Fort
- die Übernahme, Weiterentwicklung und Neustrukturierung eines vom Menuhin-Schüler Alberto Lysy in Città di Castello gegründeten Festspiels als künstlerischer Leiter (1972). Dieses Festspiel wurde von Juhar als FESTIVAL DELLE NAZIONI DI MUSICA DA CAMERA, als Festspiel der Nationen charakterisiert, was sowohl im Namen als auch durch die – damals innovative – Idee der jährlichen Widmung des Festspiels an verschiedene Nationen zum Ausdruck kam.[6]

### Ehrenpräsidenten
- Franco Ferrara, Orchesterdirigent
- Antal Doráti, Orchesterdirigent und Komponist
- Yehudi Menuhin, Violinist
- Giuseppe Di Stefano, Tenor[7]

### Künstlerische Leiter
- Josef Juhar (1978–1996)
- Monika Ryba (1996–2007)
- Janos Acs (seit 2007)

## Tätigkeiten
Die Musikfestspiele der Akademie unter dem Namen FESTA MVSICA PRO MVNDO VNO (Meisterkurse und Konzerte) waren gekennzeichnet durch eine Einbeziehung der Musikwelt aus Mittel- und Osteuropa; erfolgreich waren beispielsweise die Auftritte in Assisi (1980–1992), in Orvieto (1992–1995) und in Rom (1996–2001). Es gab zehn Privatkonzerte in der päpstlichen Residenz in Castel Gandolfo (1988–2001). Seit dem Tod Josef Juhars (2005) widmet sich die Akademie in erster Linie der Ausweitung  ihrer internationalen und ökumenischen Chortreffen MUNDUS CANTAT, welche in Juhars Santo-Stefano-Initiative (1960–1968) und in der Idee einer ÖKUMENE DURCH DIE MUSIK (Orvieto 1996) begründet sind. Bei MUNDUS CANTAT, das seit 1997 jährlich in Rom stattfindet, können Amateurchöre aller Kategorien und unabhängig von ihrer Glaubensrichtung teilnehmen. Bevorzugte Orte dieser ökumenischen Veranstaltung sind die Basilika St. Paul vor den Mauern und Santa Maria in Trastevere. In Trastevere finden die Benefizkonzerte CONCERTI PRO AFRICA statt, mit denen die Akademie im Rahmen von MUNDUS CANTAT das von der Gemeinschaft Sant’Egidio betriebene Programm Dream (Aidshilfe für Afrika) unterstützt. Ziel von MUNDUS CANTAT ist, religiöse, musikalische und allgemein kulturelle Erlebnisse zu verbinden. Die verschiedenen Veranstaltungen dieser ökumenischen und dem interreligiösen Dialog offenstehenden Initiative werden seit vielen Jahren unter der Schirmherrschaft des päpstlichen Kulturrats sowie des jeweiligen Präsidenten der Parlamentarischen Versammlung des Europarats veranstaltet.

## Finanzierung
Die Vereinsarbeit wurde durch private Sponsoren finanziert, beispielsweise durch die Fördergemeinschaft Academia Musicae Pro Mundo Uno e.V., einem vom Finanzamt Bayreuth als gemeinnützig im Sinne der Abgabenordnung anerkannten Verein (Sitz in Stadtsteinach). Die Vereinseintragung wurde gelöscht.